# Warner Bros. Records
Warner Records Inc. (cunoscută ca Warner Bros. Records Inc. până în 2019) este o casă de discuri americană. O subsidiară a Warner Music Group, are sediul în Los Angeles, California. A fost fondată pe 19 martie 1958 ca divizia de muzică înregistrată a studioului de film american Warner Bros.
Exemple de artiști care au înregistrat pentru Warner Records sunt  Madonna, Prince, Linkin Park, Zach Bryan, Van Halen, Kylie Minogue, ZZ Top, Gorillaz, Bette Midler, Grateful Dead, Jane's Addiction, Duran Duran, Fleetwood Mac, Rod Stewart, Funkadelic, James Taylor, Red Hot Chili Peppers, Mac Miller, R.E.M., Bob James, David Sanborn și Sex Pistols.